# De spiegeldemon
De spiegeldemon is een stripverhaal uit de reeks van De Rode Ridder. Het is geschreven en getekend door Claus Scholz. De eerste albumuitgave was in maart 2009.

## Het verhaal
Johan komt aan in een afgelegen verlaten dorp met een kasteel. Daar redt hij een jonkvrouw van een bezeten man. Johan hoort van kasteelheer Roderick van Winterburg dat de heks Aldegonde het gebied overgenomen had. Maar Roderick wist een bevriend magiër, Eelbout, in te seinen en na een felle strijd tussen Aldegonde en Eelbout werden geen van beiden teruggezien. Wel doken daarna dubbelgangers van de kasteelbewoners op die het tegenpool bleken te zijn van hun origineel. 
Intussen trekt een roversbende het dorp binnen en heeft de rovershoofdman, Alart, zijn zinnen gezet op het veroveren van het kasteel. Roderick en zijn soldaten gaan het gevecht aan met de roversbende. Johan gaat in de kamer van de heks op zoek naar de oorsprong van de dubbelgangers. Uit een spiegel stapt de dubbelganger van Johan en schakelt een verraste Johan uit. Het blijkt eigenlijk de heks te zijn die het lichaam van Johan heeft gekopieerd. De heks weet Roderick uit te schakelen en neemt en passant de leiding van Alart over. De heks noemt zich heer Hojan en voert een schrikbewind uit. Johan weet intussen samen met Roderick en zijn mannen te ontsnappen. Sir Lancelot, die in de buurt van het kasteel rondtrekt, snelt zijn vriend te hulp. 
In de nieuwe strijd om het kasteel vecht Johan tegen de heks. Hij weet tijdens de strijd met een list de magiër Eelbout uit de spiegel te trekken en de heks weer in de spiegel te krijgen. Door zijn zuivere ziel is Johan in staat de spiegel stuk te slaan, waardoor de heks definitief verslagen wordt. Ook de roversbende wordt verslagen. Daarna gaan Johan en Lancelot richting Camelot.